# 四根柏胡同

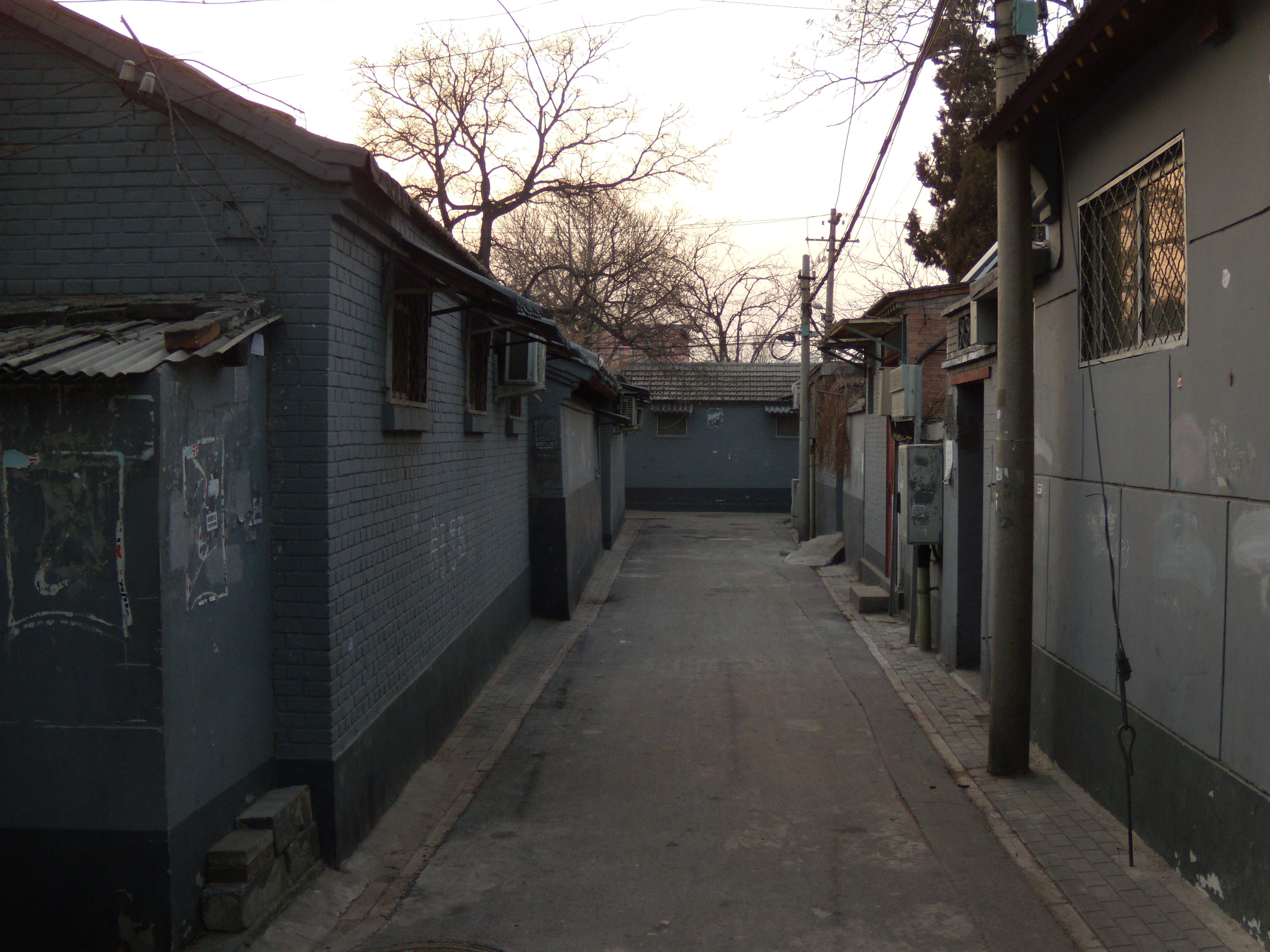
四根柏胡同内的丁字路口以东，自东向西拍摄。远处为丁字路口。

39°56′10″N 116°22′10″E / 39.9361799°N 116.3694811°E
四根柏胡同是位于中国北京市西城区中部的胡同。

## 简介
四根柏胡同北起前帽胡同，南到宝产胡同；东起大帽胡同，西到赵登禹路。清朝始称“四根柏胡同”，沿用至今。
四根柏胡同的走向不规则。其南起于宝产胡同中间偏西处，向北延伸后折向西，然后分别向南、北两个方向折去，形成一个丁字路口。向北的小巷北达前帽胡同，中间同东侧的大帽胡同交汇，形成丁字路口；向南的小巷中途折向西，通向赵登禹路。
四根柏胡同南口以西，宝产胡同以北，赵登禹路以东，有魁公府，为西城区文物保护单位。